# Black Veils of Melancholy
Singles de Status Quo
Pictures of Matchstick Men
(1968) Ice in the Sun
(1968)
Black Veils of Melancholy est le deuxième single du groupe anglais Status Quo. Il apparait sur la liste des titres de l'album Picturesque Matchstickable Messages from the Status Quo paru le 27 septembre 1968. 

## Historique
Sorti le 29 mars 1968 sur le label Pye Records et produit par John Schroeder, il a été critiqué vivement pour sa trop grand ressemblance avec le single précédent Pictures of Matchstick Men et ne rentrera pas dans les charts britanniques. Par contre il fera une courte apparition de deux semaines dans les charts allemands où il atteindra la 36e place.
La face B est une composition de l'organiste Roy Lynes qui ne figurera pas sur l'album. Elle sera sur la compilation Status Quo-tations paru en novembre 1969.

## Liste des titres
- Face A: Black Veils of Melancholy (Francis Rossi) - 3:13
- Face B: To Be Free (Roy Lynes) - 2:35

## Musiciens du groupe
- Francis Rossi : chant, guitare solo
- Rick Parfitt : guitare rythmique.
- Alan Lancaster : basse.
- John Coghlan : batterie, percussions.
- Roy Lynes : orgue, chœurs.

## Chart
| Année      | Chart          | durée du classement | Position |
| ---------- | -------------- | ------------------- | -------- |
| 15/06/1968 | Single Top 100 | 2 semaines          | 36e      |